# Gitega
Gitega (bivši naziv: Kitega) je glavni grad Burundija, smješten u središnjem dijelu te afričke države, drugi po veličini u zemlji i sjedište istoimene provincije. Nalazi se oko 80 km istočno od najvećeg grada u državi Bujumbure, na nadmorskoj visini od 1500 metara. U blizini se rijeka Ruvyironza ulijeva u rijeci Ruvubu.
Gitegu su 1912. osnovali Nijemci. 
U gradu se nalazi Nacionalni muzej države Burundi i središte biskupije Gitega.
Prema popisu stanovništva iz 1990., Gitega je imala 20.708 stanovnika.

## Vanjske poveznice

### Ostali projekti
|  | Zajednički poslužitelj ima još gradiva o temi Gitega |